# Codex Seraphinianus

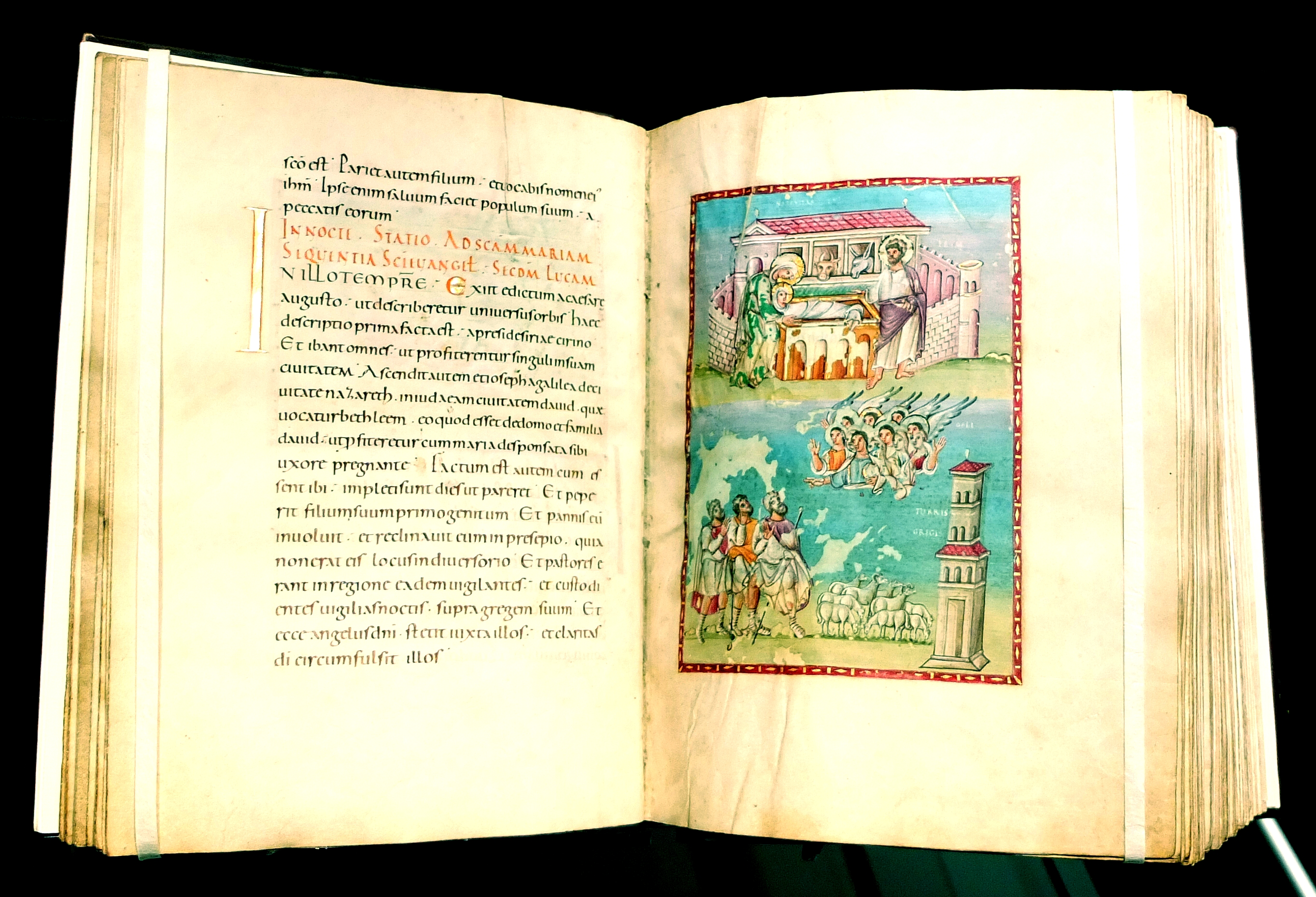
Codex Seraphinianus

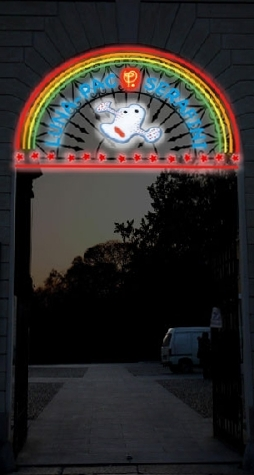
Luigi Serafini (artista)

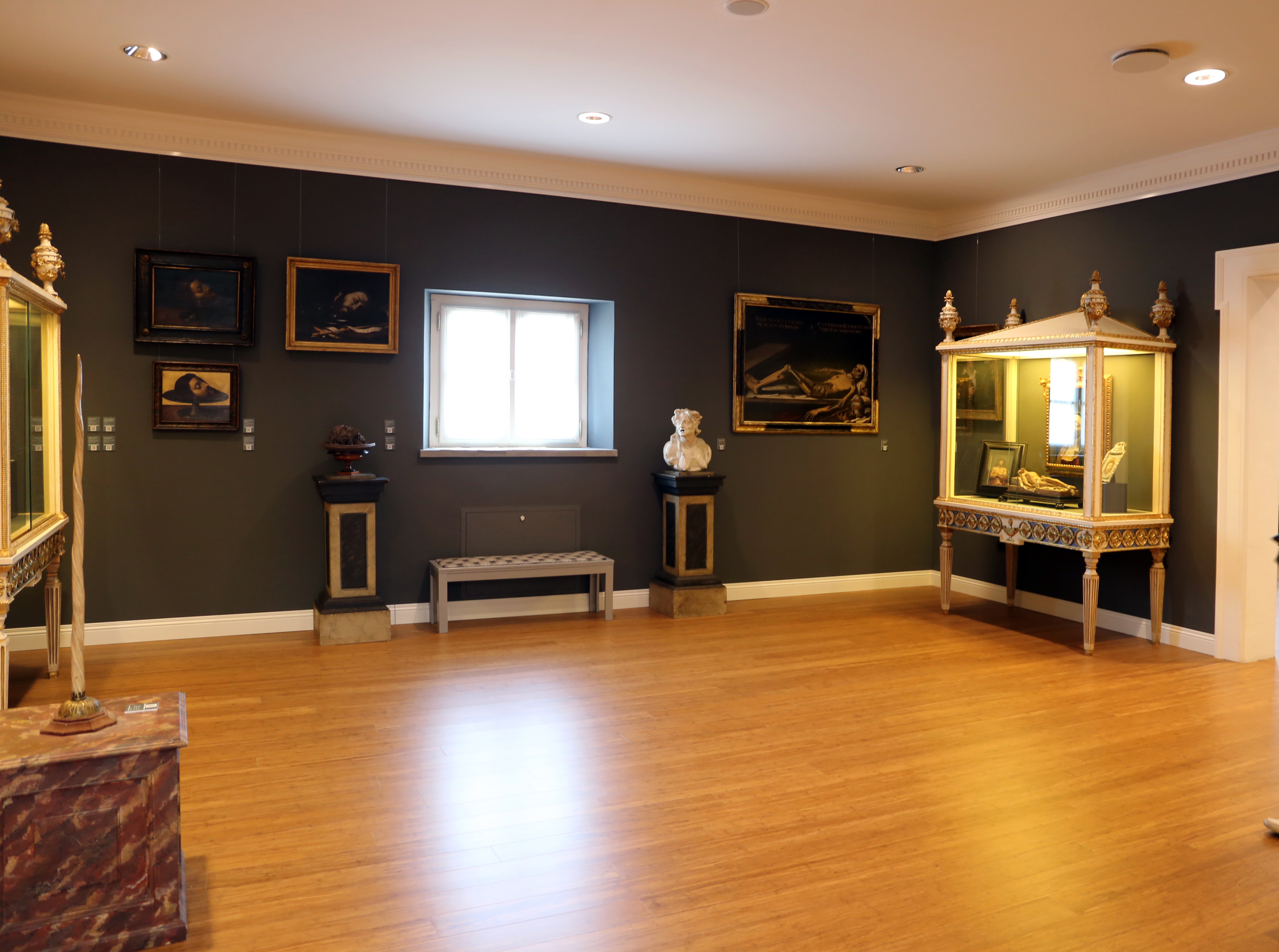
Luigi Serafini (artista)

Codex Seraphinianus, publicado originalmente en 1981, es una enciclopedia ilustrada de un mundo imaginario creada por el artista, arquitecto y diseñador industrial italiano Luigi Serafini entre 1976 y 1978. El libro consta de aproximadamente 360 páginas (según la edición), y está escrito en un idioma también imaginario.

## Estructura
El Codex está dividido en once capítulos y dos secciones. En la primera sección parece describir el mundo natural de la flora, la fauna, y la física. La segunda está consagrada a los diversos aspectos de la vida humana: la arquitectura, la cocina, la historia y la ropa. Aparentemente cada capítulo está dedicado a un tema enciclopédico general, a saber:
1. Flora: flores extrañas, árboles que se desarraigan y migran, etcétera.
2. Fauna (animales), incluyendo variaciones surrealistas de caballos, hipopótamos, rinocerontes y aves.
3. Un reino aparentemente separado de extrañas criaturas bípedas.
4. Física y química (considerado generalmente el capítulo más abstracto y enigmático).
5. Máquinas extrañas y vehículos.
6. Humanidades: biología, sexualidad, personas aborígenes, incluyendo algunos ejemplos de vida vegetal y herramientas injertados en el cuerpo humano.
7. Historia: personas (algunas solo vagamente humanas) con sus fechas de nacimiento y muerte;  escenas de importancia histórica y posiblemente religiosa; aduanas funerarias, etc.
8. La historia del sistema de escritura del Codex.
9. Comida, prácticas gastronómicas, vestimenta.
10. Juegos extraños: cartas, juegos de mesa, etc.
11. Arquitectura

## Ilustraciones
Las ilustraciones son a menudo parodias surrealistas de las cosas de nuestro mundo: una fruta sangrando, una planta que crece en la forma de una silla y eventualmente se termina convirtiendo en una, una pareja copulando se metamorfosea en un caimán, etc. Otras son más extrañas; máquinas aparentemente sin sentido, a menudo con una apariencia delicada, que se mantienen unidas por pequeños filamentos. También hay ilustraciones fácilmente reconocibles, como mapas o rostros humanos. Por otro lado, sobre todo en el capítulo de la "física", muchas imágenes parecen ser abstractas casi en su totalidad. Prácticamente todas las figuras son de colores brillantes y ricas en detalles.

## Sistema de escritura
El sistema de escritura parece inspirado en la estructura común de la mayoría de los sistemas de escritura occidentales (escritura de izquierda a derecha en filas; alfabeto con letras mayúsculas y minúsculas), pero es mucho más curvilínea. Algunas letras solo aparecen al principio o al final de las palabras, una característica compartida con los sistemas de escritura semíticos. El sistema numérico utilizado para la numeración de las páginas, sin embargo, ha sido codificado por Allan C. Wechsler y el lingüista búlgaro Ivan Derzhanski, entre otros, y se trata de una variación de la base 21.
En una charla en la Oxford University Society of Bibliophiles (Sociedad de Bibliófilos de la Universidad de Oxford) celebrada el 12 de mayo de 2009, Serafini declaró que no hay significado oculto detrás de la escritura del Codex, que su propia experiencia en la escritura era muy similar a la escritura automática, y que lo que pretendía era que su alfabeto transmitiese la sensación que tienen los niños al sentarse en frente de un libro que todavía no pueden entender, a pesar de que ven que su escritura tiene sentido para los adultos.

## Críticas
Lo que tenemos es una guía enciclopédica, solo parcialmente comprensible, de un universo extraño. Realmente es un libro de arte, pero no esperes los cuadros ilustrativos de una mancha de Boris o Rowena. La obra de arte tiene la calidad extraña de ilustraciones de libros de texto, a excepción del magnífico color. El trabajo del artista ha sido comparado con Escher, y eso es en parte válido; el libro está en la frontera inestable entre el surrealismo y la fantasía. Un fruto de la literatura que se hacer pasar como un libro de hechos.
Baird Searles. Asimov's Science Fiction, abril de 1984

Muchas de las imágenes son grotescas y perturbadoras, pero otros son visionarias y de gran belleza. La inventiva que tuvo para llegar a todas estas concepciones de una tierra hipotética es asombrosa.

Algunas personas con quienes he compartido este libro les resulta atemorizante o perturbador, de alguna manera. Pareciera hecho para glorificar a la entropía, el caos y lo incomprensible. Hay muy poco de que agarrarse; todo brilla y se desliza. Sin embargo, el libro tiene una especie de belleza y lógica de lo sobrenatural, cualidades agradables para una clase diferente de personas: las personas que están más a gusto con la libre circulación de la fantasía y, en cierto sentido, la locura. Veo algunas similitudes entre la composición musical y este tipo de invención. Ambos son abstractos, como para crear un estado de ánimo, ambos se basan en gran medida en el estilo para transmitir el contenido.
Douglas R. Hofstadter. Metamagical Themas: Questing for the Essence of Mind and Pattern (Nueva York: Basic Books, 1985), p. 229